# Lê Chân (quận)
Lê Chân là một quận cũ nằm ở trung tâm thành phố Hải Phòng, Việt Nam.

## Địa lý
Quận Lê Chân nằm ở trung tâm thành phố Hải Phòng, có vị trí địa lý:
- Phía đông giáp quận Ngô Quyền
- Phía tây giáp quận Kiến An qua sông Lạch Tray và quận An Dương qua sông Đào Hạ Lý
- Phía nam giáp quận Dương Kinh với ranh giới là sông Lạch Tray
- Phía bắc giáp quận Hồng Bàng.

## Lịch sử
Quận Lê Chân trước đây là khu phố Lê Chân thuộc thành phố Hải Phòng.
Ngày 5 tháng 7 năm 1961, Hội đồng Chính phủ ban hành Quyết định số 92-CP về việc thành lập khu phố Lê Chân trên cơ sở khu phố Dư Hàng cũ; các tiểu khu: Trần Phú A, Trần Phú B, Trần Phú C, 5 tổ dân phố của tiểu khu Trần Phú II và các tiểu khu: Trưng Trắc, Trưng Nhị, Trương Hán Siêu, Mê Linh, Lê Chân, Trí Tri, Đông An, Cát Đài A, Cát Đài B, Các Đài C, Cát Cụt, Đặng Kim Nơ A, Đặng Kim Nơ B, Nguyễn Văn Tố, Hàng Gà thuộc khu phố Cầu Đất cũ; các tiểu khu: Ngô Quyền, Thống Nhất, Đông Hải, Cánh Gà, Chợ Hàng, 36B, Nhà Thơ, Ta Pi, Văn Minh, 163, Vinh Quang, Hòa Bình, Chợ Con, Thắng Lợi, Từ Vũ thuộc khu phố Hàng Kênh cũ.
Ngày 3 tháng 1 tháng 1981, Hội đồng Chính phủ ban hành Quyết định số 3-CP về việc đổi khu phố Lê Chân thành quận Lê Chân.
Ngày 15 tháng 1 năm 1981, UBND TP. Hải Phòng ban hành Quyết định số 83/QĐ-UBND về việc:
- Đổi tên khu phố Lê Chân thành quận Lê Chân.
- Thành lập 11 phường thuộc quận Lê Chân: An Biên, An Dương, Cát Dài, Đông Hải, Dư Hàng, Hàng Kênh, Hồ Nam, Lam Sơn, Mê Linh, Niệm Nghĩa, Trại Cau.

Ngày 25 tháng 9 năm 1981, Hội đồng Bộ trưởng ban hành Quyết định số 89-HĐBT về việc chia phường An Dương và phường Lam Sơn thành 3 phường: An Dương, Lam Sơn, Trần Nguyên Hãn.
Ngày 20 tháng 12 năm 2002, Chính phủ ban hành Nghị định số 106/2002/NĐ-CP về việc chuyển xã Dư Hàng Kênh và xã Vĩnh Niệm thuộc huyện An Hải về quận Lê Chân quản lý và đổi thành 2 phường có tên tương ứng.
Ngày 10 tháng 1 năm 2004, Chính phủ ban hành Nghị định số 18/2004/NĐ-CP về việc:
- Chia phường Niệm Nghĩa thành phường Niệm Nghĩa và phường Nghĩa Xá.
- Sáp nhập phường Mê Linh vào phường An Biên.

Ngày 5 tháng 4 năm 2007, Chính phủ ban hành Nghị định số 54/2007/NĐ-CP về việc chia phường Dư Hàng Kênh thành phường Dư Hàng Kênh và phường Kênh Dương.
Ngày 24 tháng 10 năm 2024, Ủy ban Thường vụ Quốc hội ban hành Nghị quyết số 1232/NQ-UBTVQH15 về việc sắp xếp đơn vị hành chính cấp huyện, cấp xã của thành phố Hải Phòng giai đoạn 2023–2025 (nghị quyết có hiệu lực từ ngày 1 tháng 1 năm 2025). Theo đó:
- Sáp nhập phường Lam Sơn và phường Cát Dài vào phường An Biên.
- Sáp nhập phường Hồ Nam và phường Dư Hàng vào phường Trần Nguyên Hãn.
- Sáp nhập phường Trại Cau và phường Đông Hải vào phường Hàng Kênh.
- Sáp nhập phường Niệm Nghĩa và phường Nghĩa Xá vào phường An Dương.

Quận Lê Chân có 7 phường như hiện nay.

## Hành chính
Quận Lê Chân có 7 đơn vị hành chính cấp xã trực thuộc, bao gồm 7 phường: An Biên, An Dương, Dư Hàng Kênh, Hàng Kênh, Kênh Dương, Trần Nguyên Hãn, Vĩnh Niệm.
| Tên          | Diện tích (km²) | Dân số (người)2022 | Mật độ dân số (người/km²)2022 |
| ------------ | --------------- | ------------------ | ----------------------------- |
| Phường (7)   |                 |                    |                               |
| An Biên      | 1,13            | 40.440             | 35.788                        |
| An Dương     | 1,31            | 47.966             | 36.615                        |
| Dư Hàng Kênh | 1,32            | 30.706             | 23.262                        |

| Tên             | Diện tích (km²) | Dân số (người)2022 | Mật độ dân số (người/km²)2022 |
| --------------- | --------------- | ------------------ | ----------------------------- |
| Hàng Kênh       | 1,10            | 43.650             | 39.682                        |
| Kênh Dương      | 1,42            | 12.212             | 8.600                         |
| Trần Nguyên Hãn | 0,90            | 44.142             | 49.047                        |
| Vĩnh Niệm       | 4,74            | 31.924             | 6.735                         |

## Kinh tế - xã hội
Có diện tích canh tác nông nghiệp rất ít, diện tích đất tự nhiên nhỏ lại không có các trung tâm kinh tế, chính trị, văn hoá lớn, song quận Lê Chân lại là nơi tập trung nhiều cơ sở sản xuất công nghiệp, tiểu thủ công nghiệp. Tốc độ tăng trưởng GDP bình quân luôn ở mức hai con số trong nhiều năm qua (25–31%/năm).

### Giáo dục
Một số trường Đại học, Cao đẳng đóng trên địa bàn quận Lê Chân như:
- Đại học Hàng hải Việt Nam
- Đại học Dân lập Hải Phòng
- Đại học Quản lý và Công Nghệ Hải Phòng
- Cao đẳng Y tế Hải Phòng
- Cao đẳng nghề Công nghệ, Kinh tế và Thủy sản.

### Y tế
Một số bệnh viện đóng trên địa bàn quận như:
- Bệnh viện Hữu Nghị Việt Tiệp
- Bệnh viện Đa khoa quốc tế Hải Phòng
- Bệnh viện Quốc tế Vinmec
- Bệnh viện Đa Khoa Quốc tế Green.

### Hạ tầng
Hiện nay quận đang triển khai đầu tư xây dựng khu đô thị Waterfront City nằm trên địa bàn phường Vĩnh Niệm.

## Dân số
Quận Lê Chân có diện tích 11,9 km², dân số năm 2019 là 219.762 người, mật độ dân số đạt 18.467 người/km².
Tính đến ngày 31/12/2022, dân số quy đổi của quận Lê Chân là 261.854 người, mật độ dân số đạt 22.004 người/km².

## Giao thông
- An Dương
- An Kim Hải
- Bùi Viện
- Cát Cụt
- Cầu Cáp
- Cầu Đất
- Cầu Niệm
- Chợ Con
- Chợ Đôn
- Chợ Hàng
- Chùa Hàng
- Công Nhân
- Dân Lập
- Đặng Ma La
- Đào Nhuận
- Đình Đông
- Đinh Nhu
- Đoàn Kết
- Đồng Thiện
- Đông Trà
- Dư Hàng
- Dương Đình Nghệ
- Hai Bà Trưng
- Hải Đăng
- Hàng Kênh
- Hào Khê
- Hồ Sen
- Hoàng Minh Thảo
- Hoàng Ngọc Phách
- Hoàng Quý
- Kênh Dương
- Khúc Hạo
- Khúc Thừa Dụ
- Kỳ Phú
- Lam Sơn
- Lâm Tường
- Lán Bè
- Lê Chân
- Lê Văn Thuyết
- Lý Thành Long
- Mê Linh
- Miếu Hai Xã
- Mương Hồ Sen
- Ngô Kim Húc
- Ngô Kim Tài
- Ngọc Trai
- Nguyễn Bình
- Nguyễn Công Hòa
- Nguyễn Đức Cảnh
- Nguyễn Tất Tố
- Nguyễn Tường Loan
- Nguyễn Văn Linh
- Nhà Thờ
- Nhà Thương
- Phạm Hữu Điều
- Phạm Huy Thông
- Phạm Tử Nghi
- Quán Nam
- Tam Bạc
- Thích Trí Hải
- Thiên Lôi
- Tô Hiệu
- Tôn Đức Thắng
- Trại Lẻ
- Trần Nguyên Hãn
- Trần Phú
- Trực Cát
- Vĩnh Cát
- Vĩnh Tiến
- Võ Nguyên Giáp
- Vòng Hồ Sen
- Vũ Chí Thắng